# Xavier Obradors i Berenguer
Xavier Obradors i Berenguer (Manresa, 28 de gener de 1956) és un físic català.

## Biografia
Es llicencià en física a la Universitat de Barcelona el 1978. Després va obtenir el diploma d'Estudis Aprofundits en Física de Sòlids per la Universitat de Tolosa III el 1980 i es doctorà en física per la Universitat de Barcelona (1982) i en Ciència de Materials per la Universitat de Grenoble (1983).
Ha treballat de 1985 a 1989 com a professor titular en física de la matèria condensada a la Universitat de Barcelona i des de 1991 com a professor d'investigació del CSIC. És director de l'Institut de Ciència de Materials de Barcelona adscrit al CSIC des del 2008. Des del 1999 és fellow de l'Institute of Physics de la Gran Bretanya i doctor honoris causa de la Universitat de Pitesti (Romania). També és membre fundador del Centre de Referència de Materials Avançats per a l'Energia de la Generalitat de Catalunya.
Ha estat expert i coordinador en més de 30 projectes nacionals i europeus en preparació, caracterització i aplicacions de materials funcionals, magnètics i superconductors, i també en l'aplicació de la nanotecnologia. De 2003 a 2007 fou president del Grupo Especializado de Física del Estado Sólido de la RSEF i el 2006 de l'European Society of Applied Superconductivity. Des del 2001 és membre de la Reial Acadèmia de Ciències i Arts de Barcelona, així com de la Societat Catalana de Física i de la Reial Societat Espanyola de Física.

## Premis i guardons obtinguts
- 1998: Membre de la Reial Acadèmia de Ciència i Arts de Barcelona
- 1999: Doctor Honoris Causa a la Universitat de Pitesti, Romania
- 1999: Medalla Narcís Monturiol al mèrit científic i tecnològic de la Generalitat de Catalunya
- 1999: Premi d'Excel·lència "Processing and Applications of Superconducting ReBCO Large Grain Materials", Morioka, Japó
- 2002: Premi Duran Farell de Gas Natural
- 2003: Premi Nacional d'Investigació Blas Cabrera de Ciències Físiques, Materials i Ciències de la Terra, Ministeri de Ciència i Educació
- 2005: Palma Acadèmica del Govern de França
- 2005: Premi Gold Epsilon, Societat Espanyola de la Ceràmica i Vidre
- 2007: Premi Novare-ENDESA per Eficiència Energètica
- 2015; Premi Ciutat de Barcelona a la categoria de Ciències Experimentals i Tecnologia (juntament amb Teresa Puig).[1] El premi s'atorga "pel descobriment d'un procediment de producció de materials superconductors assequible i industrialitzable, basat en la cristal·lització ultraràpida, aplicable a la gestió sostenible de l'energia elèctrica".
- 2016: Medalla Leibniz de l'Institut de Recerca d'Estat Sòlid i Materials, Dresden, Alemanya
- 2017: Premi Ambaixador Regió 7[2]
- 2022: Premi Bages de Cultura d'Òmnium Bages-Moianès[3][4][5]

## Publicacions
- J. Fontcuberta, B. Martínez, A. Seffar, J. L. García-Muñoz, S. Piñol, X. Obradors The colossal magnetoresistance of ferromagnetic manganites: structural tuning and mechanisms Phys. Rev. Lett 76, 1122 (1996)
- B. Martínez, X. Obradors, Ll. Balcells, A. Rouanet, C. Monty Low temperature surface spin glass transition in γ-Fe2O3 nanoparticles Phys. Rev. Lett. 80, 181 (1998)
- J.Gutiérrez, A. Llordés, J. Gázquez, M. Gibert, N.Romà, S. Ricart, A. Pomar, F.Sandiumenge, N.Mestres, T. Puig, X. Obradors Strong isotropic flux pinning in YBa2Cu3O7-x – BaZrO3 nanocomposite superconductor films derived from chemical solutions Nature Materials 6, 367 (2007)